# 欢乐谷景区站
欢乐谷景区站是一个位于中国北京市朝阳区南磨房地区金蝉南路辅路欢乐谷景区内，属于北京地铁7号线的地铁车站。2014年12月28日随7号线开通一同投入使用。

## 位置
欢乐谷景区站东南四环外，京哈高速公路厚俸桥南侧，北京欢乐谷大门广场处，呈南北走向布置。虽然车站设在门前，但地铁线路并未下穿北京欢乐谷。

## 结构

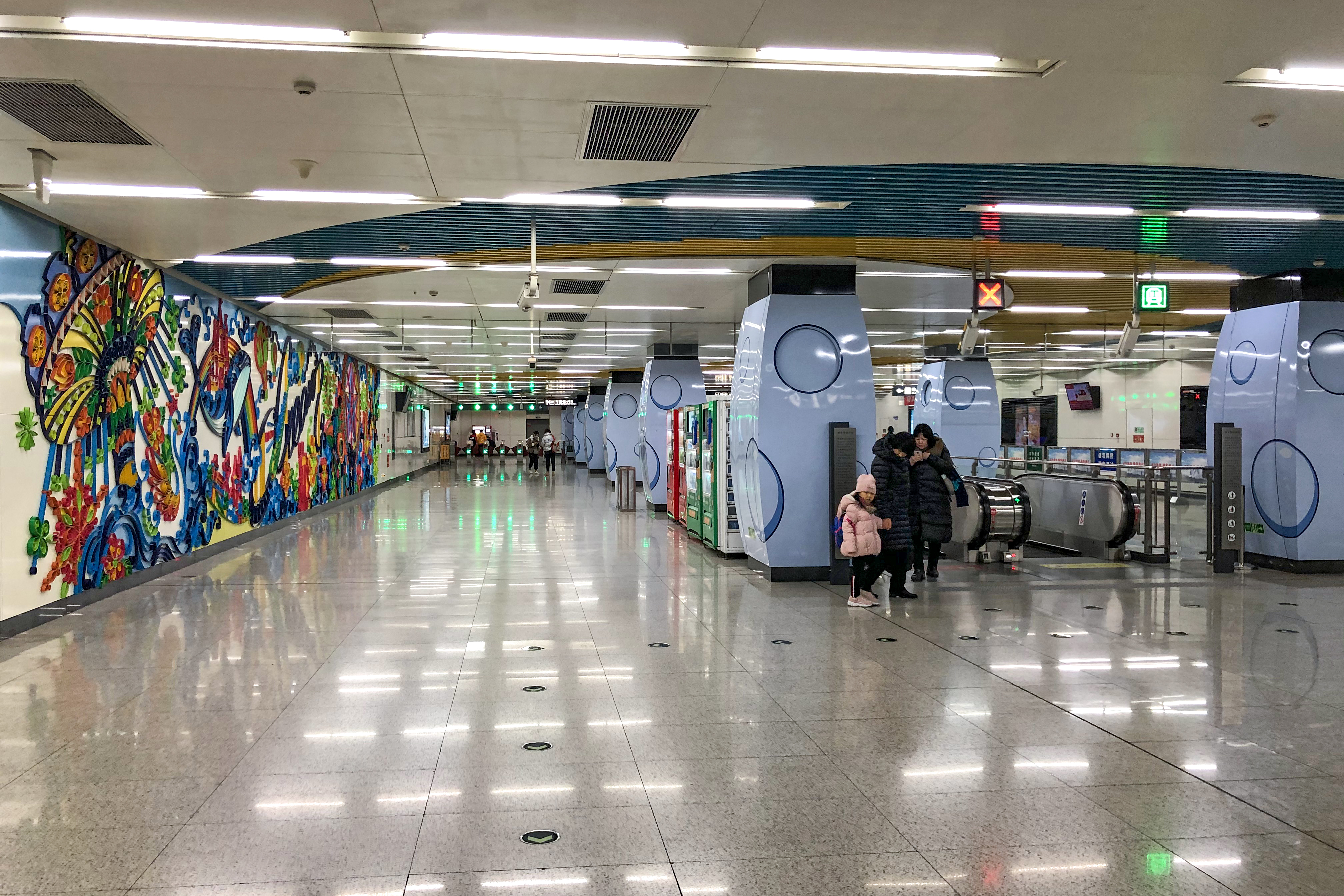
欢乐谷景区站站厅（2019年12月摄）

欢乐谷景区站为地下二层车站，岛式站台设计，站厅一侧为艺术墙《欢乐海洋》。
| 地面层          | 街道                        | B-C出入口                        |
| 地下一层 站厅层 | 站厅                        | 客务中心、自动售票机、进出站闸机 |
| 地下二层 站台层 |                             | █ 7号线往北京西站（南楼梓庄）    |
| 地下二层 站台层 | 岛式站台，左側開门          |                                  |
| 地下二层 站台层 | █ 7号线往环球度假区（垡头） |                                  |

## 出入口
本站设有2个出入口，全部位于金蝉西路西侧。
|                       |          |                                              |      |            |
| 编号                  | 指示     | 建议前往的目的地                             | 图片 | 无障碍设施 |
| 出口 · B              | 金蝉西路 | 京哈高速                                     |      | 不適用     |
| 出口 · C · 升降机标志 | 金蝉西路 | 欢乐谷、华侨城、北京联合大学生物化学工程学院 |      |            |
| 註： 設有             |          |                                              |      |            |